# Letônia nos Jogos Olímpicos de Inverno de 2018
A Letônia participou dos Jogos Olímpicos de Inverno de 2018, realizados na cidade de Pyeongchang, na Coreia do Sul.
O país fez sua décima primeira aparição em Olimpíadas de Inverno, sendo que participa regularmente desde os Jogos de 1992, em Albertville. Sua delegação foi composta de 34 atletas que competiram em nove esportes.

## Medalhas
| Atleta                         | Esporte   | Evento            | Medalha |
| ------------------------------ | --------- | ----------------- | ------- |
| Oskars Melbārdis Jānis Strenga | Bobsleigh | Duplas masculinas | Bronze  |

## Desempenho

### Biatlo
Feminino
| Atleta        | Evento      | Final   | Final       | Final   |
| Atleta        | Evento      | Tempo   | Penalidades | Posição |
| ------------- | ----------- | ------- | ----------- | ------- |
| Baiba Bendika | Velocidade  | 23:14.6 | 4 (3+1)     | 39º     |
| Baiba Bendika | Perseguição | 33:59.4 | 3 (1+0+2+0) | 33º     |
| Baiba Bendika | Individual  | 45:32.8 | 4 (0+1+1+2) | 39º     |

Masculino
| Atleta               | Evento           | Final   | Final       | Final   |
| Atleta               | Evento           | Tempo   | Penalidades | Posição |
| -------------------- | ---------------- | ------- | ----------- | ------- |
| Andrejs Rastorgujevs | Velocidade       | 24:34.4 | 3 (1+2)     | 24º     |
| Andrejs Rastorgujevs | Perseguição      | 34:29.3 | 4 (1+0+1+2) | 12º     |
| Andrejs Rastorgujevs | Individual       | 53:41.8 | 6 (1+1+3+1) | 59º     |
| Andrejs Rastorgujevs | Largada coletiva | 38:47.4 | 3 (0+1+0+2) | 28º     |
| Oskars Muižnieks     | Velocidade       | 25:56.3 | 2 (1+1)     | 66º     |
| Oskars Muižnieks     | Individual       | 52:06.0 | 3 (0+2+0+1) | 42º     |

### Bobsleigh
Masculino
| Atleta                                                           | Evento  | Final     | Final     | Final     | Final     | Final   | Final             |
| Atleta                                                           | Evento  | Descida 1 | Descida 2 | Descida 3 | Descida 4 | Total   | Pos.              |
| ---------------------------------------------------------------- | ------- | --------- | --------- | --------- | --------- | ------- | ----------------- |
| Jānis Strenga Oskars Melbārdis                                   | Duplas  | 49.08     | 49.54     | 49.08     | 49.21     | 3:16.91 | Medalha de bronze |
| Oskars Ķibermanis Matīss Miknis                                  | Duplas  | 49.21     | 49.57     | 49.32     | 49.70     | 3:17.80 | 9º                |
| Daumants Dreiškens Oskars Melbārdis Jānis Strenga Arvis Vilkaste | Equipes | 48.82     | 49.39     | 48.91     | 49.53     | 3:16.65 | 5º                |
| Jānis Jansons Oskars Ķibermanis Helvijs Lūsis Matīss Miknis      | Equipes | 49.18     | 49.26     | 49.34     | 49.63     | 3:17.41 | 10º               |

### Esqui alpino
Feminino
| Atleta       | Evento         | Descida 1 | Descida 2 | Total   | Pos. |
| ------------ | -------------- | --------- | --------- | ------- | ---- |
| Lelde Gasūna | Slalom         | 54.50     | 54.81     | 1:49.31 | 37º  |
| Lelde Gasūna | Slalom gigante | 1:18.65   | 1:15.30   | 2:33.95 | 43º  |

Masculino
| Atleta             | Evento         | Descida 1 | Descida 2 | Total   | Pos. |
| ------------------ | -------------- | --------- | --------- | ------- | ---- |
| Kristaps Zvejnieks | Combinado      | 1:23.02   | 48.74     | 2:11.76 | 26º  |
| Kristaps Zvejnieks | Slalom gigante | 1:13.81   | 1:14.46   | 2:28.27 | 35º  |

### Esqui cross-country
Feminino
| Atleta           | Evento                | Qualificatória | Qualificatória | Quartas     | Quartas     | Semifinal   | Semifinal   | Final       | Final       |
| Atleta           | Evento                | Tempo          | Pos.           | Tempo       | Pos.        | Tempo       | Pos.        | Tempo       | Pos.        |
| ---------------- | --------------------- | -------------- | -------------- | ----------- | ----------- | ----------- | ----------- | ----------- | ----------- |
| Patrīcija Eiduka | 10 km livre           |                |                |             |             |             |             | 28:13.6     | 44º         |
| Patrīcija Eiduka | Velocidade individual | 3:49.70        | 62º            | Não avançou | Não avançou | Não avançou | Não avançou | Não avançou | Não avançou |
| Inga Paškovska   | 10 km livre           |                |                |             |             |             |             | 31:34.9     | 80º         |

Masculino
| Atleta        | Evento                | Qualificatória | Qualificatória | Quartas     | Quartas     | Semifinal   | Semifinal   | Final       | Final       |
| Atleta        | Evento                | Tempo          | Pos.           | Tempo       | Pos.        | Tempo       | Pos.        | Tempo       | Pos.        |
| ------------- | --------------------- | -------------- | -------------- | ----------- | ----------- | ----------- | ----------- | ----------- | ----------- |
| Indulis Bikše | 15 km livre           |                |                |             |             |             |             | 37:44.7     | 65º         |
| Indulis Bikše | 50 km clássico        |                |                |             |             |             |             | 2:31:07.5   | 57º         |
| Indulis Bikše | Velocidade individual | 3:30.53        | 63º            | Não avançou | Não avançou | Não avançou | Não avançou | Não avançou | Não avançou |

### Luge
Feminino
| Atleta           | Evento     | Final     | Final     | Final     | Final       | Final    | Final |
| Atleta           | Evento     | Descida 1 | Descida 2 | Descida 3 | Descida 4   | Total    | Pos.  |
| ---------------- | ---------- | --------- | --------- | --------- | ----------- | -------- | ----- |
| Kendija Aparjode | Individual | 48.103    | 46.927    | 47.296    | Não avançou | 2:22.326 | 22º   |
| Elīza Cauce      | Individual | 47.458    | 46.477    | 46.624    | 47.092      | 3:07.651 | 16º   |
| Ulla Zirne       | Individual | 46.471    | 46.409    | 47.327    | 46.895      | 3:07.102 | 12º   |

Masculino
| Atleta                             | Evento     | Final     | Final     | Final     | Final       | Final    | Final |
| Atleta                             | Evento     | Descida 1 | Descida 2 | Descida 3 | Descida 4   | Total    | Pos.  |
| ---------------------------------- | ---------- | --------- | --------- | --------- | ----------- | -------- | ----- |
| Kristers Aparjods                  | Individual | 47.822    | 47.834    | 47.858    | 47.942      | 3:11.456 | 11º   |
| Artūrs Dārznieks                   | Individual | 48.305    | 48.671    | 48.602    | Não avançou | 2:25.578 | 24º   |
| Inārs Kivlenieks                   | Individual | 48.274    | 48.370    | 48.066    | 48.112      | 3:12.822 | 20º   |
| Oskars Gudramovičs Pēteris Kalniņš | Duplas     | 46.890    | 46.317    |           |             | 1:33.207 | 14º   |
| Andris Šics Juris Šics             | Duplas     | 46.336    | 46.106    |           |             | 1:32.442 | 6º    |

Misto
| Atleta                                              | Evento      | Final     | Final     | Final     | Final    | Final | Final |
| Atleta                                              | Evento      | Descida 1 | Descida 2 | Descida 3 | Total    | Pos.  |       |
| --------------------------------------------------- | ----------- | --------- | --------- | --------- | -------- | ----- | ----- |
| Ulla Zirne Kristers Aparjods Andris Šics Juris Šics | Revezamento | 47.369    | 48.891    | 49.055    | 2:25.315 | 6º    |       |

### Patinação artística
| Atleta           | Evento               | Programa curto | Programa curto | Programa livre | Programa livre | Total       | Total       |
| Atleta           | Evento               | Pontos         | Pos.           | Pontos         | Pos.           | Pontos      | Pos.        |
| ---------------- | -------------------- | -------------- | -------------- | -------------- | -------------- | ----------- | ----------- |
| Diāna Ņikitina   | Individual feminino  | 51.12          | 26º            | Não avançou    | Não avançou    | Não avançou | Não avançou |
| Deniss Vasiļjevs | Individual masculino | 79.52          | 21º            | 155.06         | 20º            | 234.58      | 19º         |

### Patinação de velocidade
Individual
| Atleta         | Evento           | Final   | Final |
| Atleta         | Evento           | Tempo   | Pos.  |
| -------------- | ---------------- | ------- | ----- |
| Haralds Silovs | 1000 m masculino | 1:09.50 | 15º   |
| Haralds Silovs | 1500 m masculino | 1:45.25 | 4º    |

Largada coletiva
| Atleta         | Evento    | Semifinal | Semifinal | Semifinal | Final       | Final       | Final       |
| Atleta         | Evento    | Pontos    | Tempo     | Pos.      | Pontos      | Tempo       | Pos.        |
| -------------- | --------- | --------- | --------- | --------- | ----------- | ----------- | ----------- |
| Haralds Silovs | Masculino | 3         | 8:28.93   | 9º        | Não avançou | Não avançou | Não avançou |

### Patinação de velocidade em pista curta
Masculino
| Atleta            | Evento | Preliminar | Preliminar | Quartas  | Quartas | Semifinal   | Semifinal   | Final       | Final       |
| Atleta            | Evento | Tempo      | Pos.       | Tempo    | Pos.    | Tempo       | Pos.        | Tempo       | Pos.        |
| ----------------- | ------ | ---------- | ---------- | -------- | ------- | ----------- | ----------- | ----------- | ----------- |
| Roberto Puķītis   | 1000 m | 1:31.635   | 2º Q       | 1:24.022 | 3º      | Não avançou | Não avançou | Não avançou | Não avançou |
| Roberto Puķītis   | 1500 m | 2:18.825   | 2º Q       |          |         | 2:11.165    | 4º QB       | 2:26.525    | 11º         |
| Roberts Zvejnieks | 500 m  | 40.563     | 2º Q       | 40.904   | 3º      | Não avançou | Não avançou | Não avançou | Não avançou |
| Roberts Zvejnieks | 1000 m | 1:26.408   | 3º ADV     | 1:24.306 | 4º      | Não avançou | Não avançou | Não avançou | Não avançou |

### Skeleton
| Atleta           | Evento    | Final     | Final     | Final     | Final     | Final   | Final |
| Atleta           | Evento    | Descida 1 | Descida 2 | Descida 3 | Descida 4 | Total   | Pos.  |
| ---------------- | --------- | --------- | --------- | --------- | --------- | ------- | ----- |
| Lelde Priedulēna | Feminino  | 52.14     | 52.17     | 52.09     | 52.09     | 3:28.49 | 7º    |
| Martins Dukurs   | Masculino | 50.85     | 50.38     | 50.32     | 50.76     | 3:22.31 | 4º    |
| Tomass Dukurs    | Masculino | 50.88     | 50.58     | 50.65     | 50.63     | 3:22.74 | 5º    |

Legenda
| Recorde mundial      | Recorde mundial (World record)               |                       | Recorde africano                      | Recorde africano (African) |                                           | Q | Classificado por posição (Qualified) |
| Recorde olímpico     | Recorde olímpico (Olympic record)            | Recorde da América    | Recorde da América (Americas)         | q                          | Classificado por melhor tempo (Qualified) |   |                                      |
| Melhor marca do ano  | Melhor marca do ano (World leading)          | Recorde asiático      | Recorde asiático (Asian)              | DNS                        | Não largou (Did not start)                |   |                                      |
| Recorde nacional     | Recorde nacional (National record)           | Recorde europeu       | Recorde europeu (European)            | DNF                        | Não terminou (Did not finish)             |   |                                      |
| Recorde pessoal      | Recorde pessoal do atleta (Personal best)    | Recorde da Oceania    | Recorde da Oceania (Oceania)          | DSQ / DQ                   | Desclassificado (Disqualified)            |   |                                      |
| Recorde da temporada | Recorde da temporada do atleta (Season best) | Recorde sul-americano | Recorde sul-americano (South America) | NM                         | Sem marca (No mark)                       |   |                                      |